# Суай
Суай (суой) — один из катуйских народов группы горных кхмеров. Живут в провинции Салаван, Тямпасак и Секонг (на юге Лаоса). Говорят на языке куй (суой, суай) катуйской группы мон-кхмерской ветви австроазиатской семьи языков. Также распространён лаосский язык, который вытесняет язык куй. На конец 1990-х годов численность населения оценивалась приблизительно в 50 тыс. человек. Большая часть населения суай исповедуют буддизм, часть — католики. Сохраняют традиционные верования (анимизм, шаманизм, культ предков).

## Культура

### Род занятий
Основными занятиями народа являются — поливное рисоводство в долинах и подсечное земледелие в предгорьях (клейкий рис, соя, арахис, овощи). Занимаются животноводством: разводят свиней, крупный рогатый скот, домашнюю птицу. Охота и собирательство играет огромную роль в их жизни. Из ремёсел развито плетение. В настоящее время традиции ткачества утеряны.

### Жилище и семья
Поселения суай расположены в речных долинах и предгорьях вблизи водного источника. Состоят из 35—80 домов. Многие суай живут в поселениях со смешанным составом населения ( лао, катанг, таой, лавен). Жилище свайное, из бамбука или дерева, прямоугольное в плане, крытое соломой.
Семья этого народа малая, иногда включает семью младшей дочери. Брак матрилокальный. Счёт родства матрилинейный. Младшей дочери принадлежит право преимущественного наследования.
Многие суай испытали влияние лао, придерживаются их традиций и календаря. В некоторых селениях суай до сех пор проводят местные традиционные обряды, в том числе совершают жертвоприношения ( цыплят, свиней), самый значимый праздник — тя мон, в честь духов предков (который отмечается в мае).